# Partido Revolucionario de los Trabajadores (Espanya)
Partido Revolucionario de los Trabajadores (PRT) fou un partit polític comunista espanyol. Era la secció oficial espanyola de la Lliga Internacional dels Treballadors-Quarta Internacional (LIT-QI). Formava part de la coalició Izquierda Unida (IU)i el seu portaveu ha estat Opción por el Socialismo.
En el III Congrés celebrat a Madrid el maig de 1999 s'hi enfrontaren dos projectes, i s'acordà la separació del partit en dues experiències, la majoritària, que conservaria el nom de PRT, i la minoritària, que adoptava el nom de Lucha Internacionalista (LI), totes dues vinculades a la LIT-QI. En presentar-se LI a les eleccions municipals del juny de 1999 en llistes separades, el PRT va decidir la seva exclusió del partit. El 2001 inicià un procés d'apropament amb Izquierda Revolucionaria (IR), que es plasmà en la creació d'un òrgan unificat del PRT i IR dit A luchar por el socialismo, i en la fusió de totes dues organitzacions en PRT-Izquierda Revolucionaria.